# Polylepismyrpitta
Polylepismyrpitta (Grallaria andicolus) är en fågel i familjen myrpittor inom ordningen tättingar.

## Utseende och läte
Polylepismyrpittan är en liten och knubbig fågel med långa grå ben. Ovansidan är brun och undersidan ljusbrun. På hela kroppen syns kraftiga svarta streck. Lätet är ett stigande grodlikt "grr-grrrEEE".

## Utbredning och systematik
Polylepismyrpitta delas in i två underarter med följande utbredning:
- Grallaria andicolus andicolus – förekommer i Anderna i Peru, söderut lokalt till Ayacucho
- Grallaria andicolus punensis – förekommer i Anderna i södra Peru (Cusco, Puno) och västra Bolivia (väster La Paz)

## Levnadssätt
Polylepismyrpittan hittas i torra höglänta buskmarker, framför allt kring stånd av Polylepis, därav namnet. Arten är skygg och håller sig ofta dold i vegetationen, men kan också ses hoppa på klippblock för att kika runt eller sjunga.

## Status
Arten har ett stort utbredningsområde och beståndet anses stabilt. Internationella naturvårdsunionen IUCN listar den därför som livskraftig (LC).

## Namn
Polylepis är ett litet träd i familjen rosväxter som bildar isolerade skogar högt i Anderna.